# Župnija Pertoča
Župnija Pertoča je rimskokatoliška teritorialna župnija Dekanije Murska Sobota Škofije Murska Sobota.

## Sakralni objekti
- Cerkev sv. Helene, Pertoča (župnijska cerkev)

Novembra leta 2009 je jezuit Marko Rupnik okrasil celoten prezbiterij z velikanskim mozaikom. V njem je prikazan trpeči Jezus s črnim križem, ki se srečuje z žalostno materjo Marijo. Na vrhu prezbiterija je zmagoslavni Jezus, ki sedi. Na levi strani je zavetnica cerkve sveta cesarica Helena, ki je bila, kot njen sin Konstantin Veliki, iz Niša. Na desni strani mozaika je osmerokotna krstilnica s svetim Janezom Krstnikom, ki kaže na Jezusa: „Glejte, to je Božje Jagnje, ki odjemlje grehe sveta!”
Do 7. aprila 2006, ko je bila ustanovljena Škofija Murska Sobota, je bila župnija del Pomurskega naddekanata, ki je bila del Škofije Maribor.

## Župniki in kaplani
- Jožef Benkovitš (1762–1777), * okoli 1726, Bizonja (Bezenye, Županija Šopron, Madžarska), † 12. september 1777, Pertoča.
- Mihael Gaber (1777), * okoli 1753, Dolnji Slaveči, † 13. september 1815, Martjanci.
- Jurij Srak (1777–1785), * okoli 1731, Krašči, † 19. april 1785, Pertoča.
- Adam Ivanoci (1784/1785?–1788), * okoli 1756, Ivanovci, † 27. februar 1824, Beltinci. Bil je vzgojitel Jožefa Košiča.
- Štefan Pauli (Pavel), kaplan (1790–1797), zatem župnik (1797–1822)
- Janoš Vogrinčič (1805–1806), *okoli 1778, Pertoča o. l. ; † 13. februar 1856, Pertoča. V Kančevcih je bil naslednik Mikloša Küzmiča.
- Jožef Cipot (1822–1823), * 11. oktober]] 1789, Noršinci, † 15. januar 1835, Grad.
- Janoš Šbül (1827), * 19. september 1795, Turnišče, † 15. april] 1858, Cankova.
- Jožef Tišler (1827–1855), * 29. januar 1795, Serdahelj, Zalska županija ; † 15. maj 1855, Pertoča.
- Štefan Veren (1855–1891), * 28. oktober 1818, Murska Sobota, † 6. marec 1891, Pertoča.
- Josip Čarič (1891)
- Janoš Bagari (1891–1929), * 1. maj 1862, Csesztreg, Őrség, † 28. november 1929, Pertoča.
- Štefan Varga, kaplan (1926–1929), zatem župnik (1929–?), * 26. september 1897, Strehovci.
- Štefan Tratnjek

## Dušni pastiri iz župnije
- Števan Pertoci, nižji plemič, dušni pastir v Tišini (1773–1781), * okoli 1738, Pertoča, † 25. november 1781, Tišina.
- Fran Kosednar, kančevski župnik od 1808–1810, * okoli 1774, Pertoča, † 25. oktober 1810, Kančevci .

V župniji je umrl Alojz Matjašic, nekdanji župnik leta 1866.